# シェーン・メドウズ
シェーン・メドウズ（Shane Meadows、1972年12月26日 - ）は、イングランドの映画監督、脚本家である。

## 経歴
1972年12月26日、スタッフォードシャーのユートックシターに生まれる。20歳の頃、ノッティンガムへ移り住む。ノッティンガム・トレント大学にて写真を学んだ。
1997年、『トゥエンティフォー・セブン』を監督する。2006年、『THIS IS ENGLAND』を手がける。2013年には、ザ・ストーン・ローゼズのドキュメンタリー映画『ザ・ストーン・ローゼズ:メイド・オブ・ストーン』を監督した。

## フィルモグラフィー

### 長編映画
- Small Time （1996年） - 監督・脚本・製作・編集・出演
- トゥエンティフォー・セブン Twenty Four Seven（1997年） - 監督・脚本
- A Room for Romeo Brass （1999年） - 監督・脚本
- 家族のかたち Once Upon a Time in the Midlands （2002年） - 監督・脚本[10]
- Dead Man's Shoes （2004年） - 監督・脚本
- THIS IS ENGLAND This Is England （2006年） - 監督・脚本
- Somers Town （2008年） - 監督
- Le Donk & Scor-zay-zee （2009年） - 監督・脚本
- ザ・ストーン・ローゼズ:メイド・オブ・ストーン The Stone Roses: Made of Stone （2013年） - 監督

## 受賞
- 1997年 - 第38回テッサロニキ国際映画祭 - 最優秀脚本賞（『トゥエンティフォー・セブン』）[11]